# 関市武芸川民俗資料館
関市武芸川民俗資料館（せきしむげがわみんぞくしりょうかん）は、岐阜県関市跡部（旧・武儀郡武芸川町跡部）にある博物館。

## 歴史
- 1983年（昭和58年） - 武儀郡武芸川町八幡に武芸川町民俗資料館として開館。
- 1996年（平成8年） - 現在地の武芸川町跡部に移転。建物をそのまま移築している[1]。
- 2005年（平成17年）2月7日 - 武芸川町が関市に編入されたことで関市武芸川民俗資料館に改称。

## 特色
- 生活用具を中心とした民俗に関する展示資料館である[2]。
- 関市で民具を展示する施設は、武芸川民俗資料館とふるさと民具室（関市文化会館3階）である。武芸川民俗資料館は生活道具、産業道具を中心とする展示である[3]。
- 建物は武芸川町の標準的な農家（木造平屋建波トタン葺）を復元したものであり、母屋（延床面積135.3m2）と納屋（延床面積59.6m2）がある[1]。

## 展示内容
- 生活用具
- 農業用具
- 紙漉き用具
- 養蚕用具

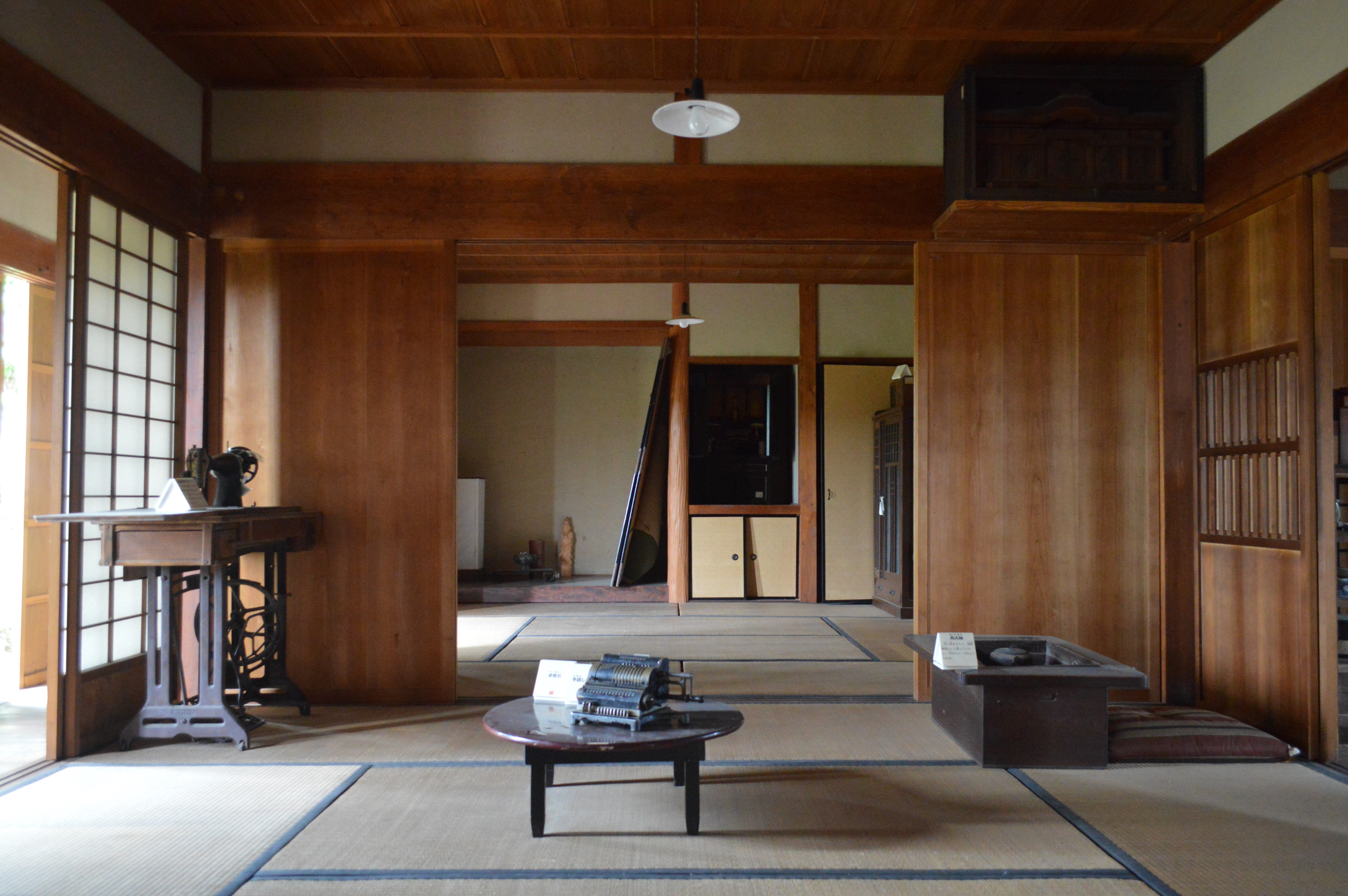
館内
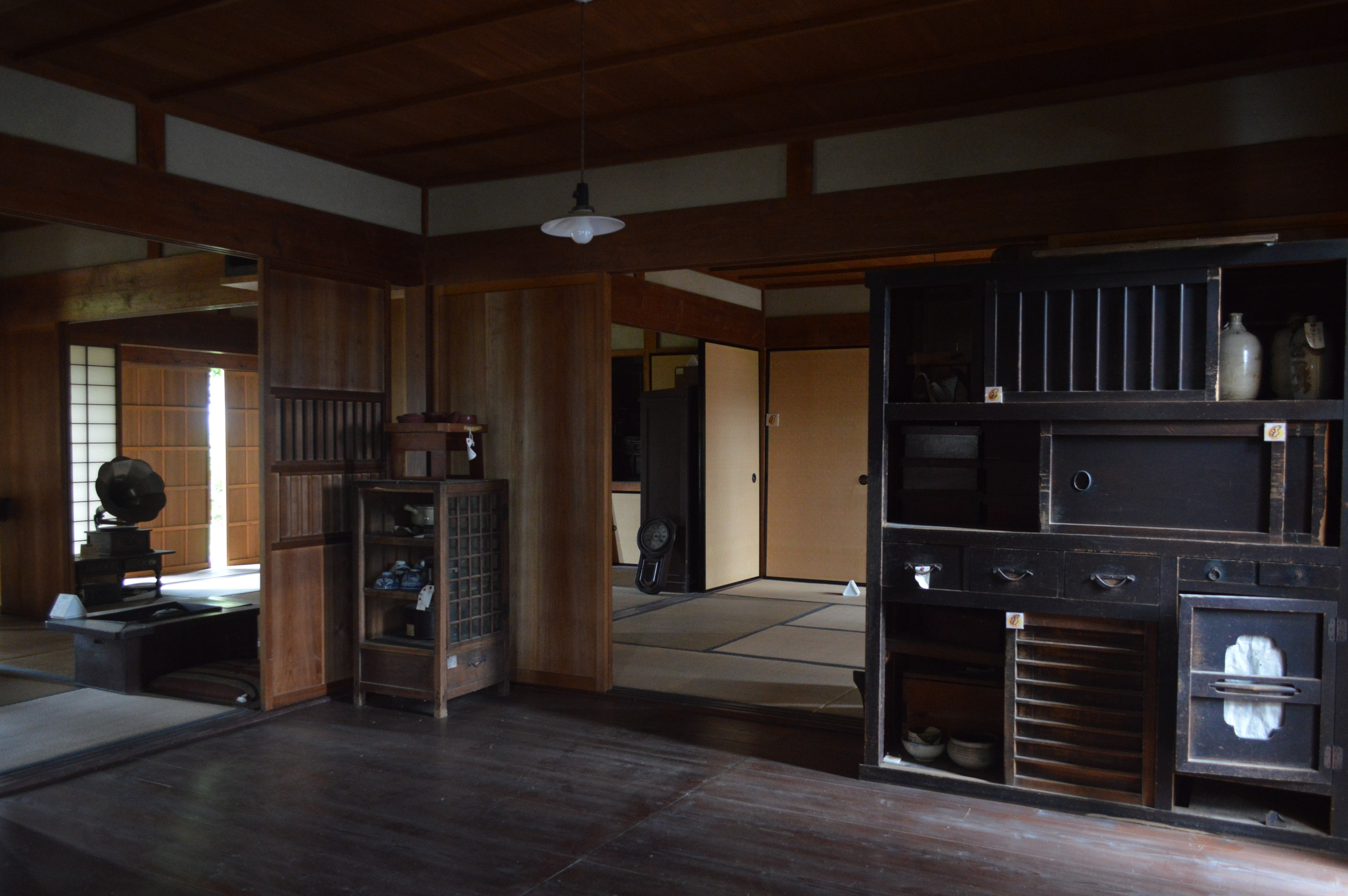
館内

## 利用案内
- 所在地：岐阜県関市跡部779
- 開館時間：9:00 - 16:00[2]
- 休館日：年末年始（12月29日 - 1月3日）[2]
- 入館料：無料[2]
- 交通アクセス：岐阜バス「武芸高野」バス停より徒歩約12分

## 周辺施設
- 武芸川スポーツ公園
- 関市立博愛小学校
- 岐阜信用金庫武芸川支店